# Margherita Buy
Margherita Buy (ur. 15 stycznia 1962 w Rzymie) – włoska aktorka filmowa, teatralna i telewizyjna.
Znana głównie z roli w filmie On, ona i on, za którą była nominowana do Europejskiej Nagrody Filmowej w kategorii najlepsza aktorka. Zasiadała w jury konkursu głównego na 51. MFF w Wenecji (1994).

## Wybrana filmografia
- 1995: Niebo coraz bardziej błękitne jako strażniczka drogowa
- 2000: On, ona i on jako Antonia
- 2006: Nieznajoma jako adwokat Ireny
- 2008: Pinokio – opowieść o chłopcu z drewna jako nauczycielka
- 2011: Habemus Papam: mamy papieża jako psychoanalityczka
- 2012: Czerwony i niebieski jako Giuliana
- 2013: Viaggio sola jako Irene
- 2015: Moja matka jako Margherita
- 2016: Alex i spółka: Jak dorosnąć pod okiem rodziców jako Silvia Rufini